# 긴노역
긴노역(일본어: 金野駅)은 일본 나가노현 이다시에 위치한 도카이 여객철도 이다선의 철도역이다. 단선 승강장 1면 1선의 구조를 갖춘 지상역이다.

## 이용 현황
| 연도     | 하루 평균 승차 인원 | 연도     | 하루 평균 승차 인원 |
| 2003년도 | 314                 | 2008년도 | 141                 |
| 2004년도 | 273                 | 2009년도 | 138                 |
| 2005년도 | 248                 | 2010년도 | 155                 |
| 2006년도 | 109                 | 2011년도 | 157                 |
| 2007년도 | 84                  |          |                     |
| -------- | ------------------- | -------- | ------------------- |

## 역 주변
- 덴류강

## 역사
- 1932년 10월 30일 : 산신 철도가 가도시마 - 덴류쿄 간을 개업하였던 때에, 긴노 정류장으로서 개업. 여객역.
- 1943년 8월 1일 : 산신 철도선이 이다선의 일부로서 국유화되어, 일본국유철도가 승계. 동시에 역으로 승격해, 긴노역으로 한다.
  - 당시는, 도카이도 본선 하마마쓰 - 나고야 간의 각 역, 이다선의 각 역, 주오 본선 가미스와 - 시오지리 간의 각 역과 마쓰모토역을 발착하는 여객만이 이용되었다.
- 1952년 12월 2일 : 여객 취급 구간의 제한을 폐지.
- 1987년 4월 1일 : 일본국유철도 분할 민영화에 의해, 도카이 여객철도가 승계.
- 2013년
  - 9월 : 제18호 태풍 마니의 영향에 의해, 히라오카 - 덴류쿄 간은 운휴로 되어, 버스에 의한 대체수송으로 한다.
  - 10월 10일 : 덴류쿄 - 히라오카 간의 운전을 재개.

## 인접 역
| 도카이 여객철도 이다선 | 도카이 여객철도 이다선 | 도카이 여객철도 이다선 |
| ---------------------- | ---------------------- | ---------------------- |
| 가라카사 도요하시 방면 | ■ 이다선               | 지요 다쓰노 방면       |